# اولوبایو آدفمی
اولوبایو آدفمی (انگلیسی: Olubayo Adefemi; ۱۳ اوت ۱۹۸۵ – ۱۸ آوریل ۲۰۱۱) بازیکن فوتبال اهل نیجریه بود.
از باشگاه‌هایی که در آن بازی کرده‌است می‌توان به باشگاه فوتبال راپید بخارست، باشگاه فوتبال هاپوئل تل آویو و باشگاه فوتبال رایندورف آلتاخ اشاره کرد.
وی همچنین در تیم‌های ملی فوتبال زیر ۲۰ سال، زیر ۲۳ سال نیجریه و نیجریه بازی کرده‌است.
وی در مسابقات بین‌المللی در مجموع برندهٔ ۱ مدال نقره شده‌است.